# 수난극

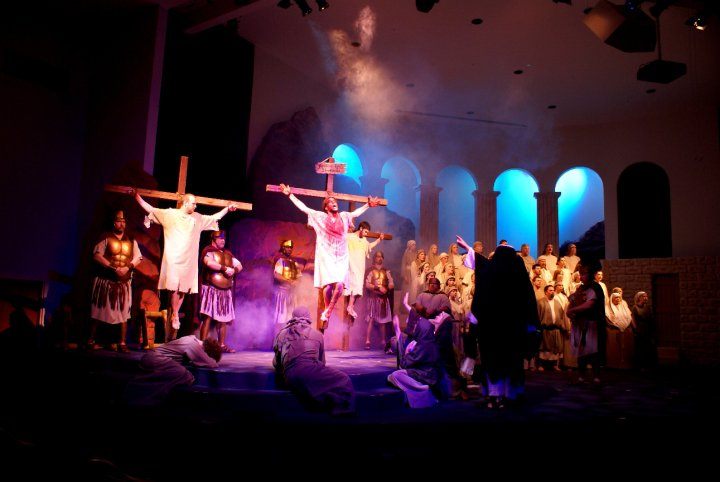

수난극(受難劇)은 중세 종교극 중 하나이다. 예수의 수난으로부터 부활까지의 내용을 다룬다.
수난극은 예수 그리스도의 수난, 즉 그의 시련, 고통, 죽음을 묘사하는 극적인 표현이다. 그것은 여러 기독교 교단, 특히 가톨릭 전통에서 사순절의 전통적인 부분이다.
수난극은 신앙과 헌신, 시민 미인 대회, 반유대주의, 종교적 및 정치적 검열, 대규모 부흥 및 역사적 재연과 관련된 길고 복잡한 역사를 가지고 있다.

## 같이 보기
- 예수의 체포
- 예수의 십자가형
- 복음서
- 도덕극
- 예수의 부활
- 예수의 산헤드린 재판